# Autobahn (álbum)
Autobahn es el cuarto álbum del grupo alemán de música electrónica Kraftwerk, en realidad el primero conocido a nivel internacional después de sus tres primeros álbumes totalmente instrumentales y experimentales. El álbum fue publicado en 1974.
Autobahn fue también el primer álbum conceptual de Kraftwerk. El título se traduce en castellano simplemente como "Autopista".
No es un álbum íntegramente electrónico, pues se emplearon aún instrumentos orgánicos como la flauta, el violín y la guitarra con los sintetizadores. El tema epónimo, de más de veinte minutos de duración, es el único que cuenta con letra, la cual es cantada por Ralf Hütter y Florian Schneider con sus voces retocadas con vocoder; los cuatro restantes temas son solo instrumentales.

## Portada
La portada de la edición original fue pintada por Emil Schult, colaborador habitual de Ralf y Florian, quien también coescribió la letra del tema «Autobahn». La parte trasera del LP original mostraba a Hütter, Schneider, Röder y Emil Schult sentados en la parte trasera de un coche. La cabeza de Wolfgang Flür se agregó a la foto del grupo (superpuesta sobre la de Schult) cuando se decidió que se quedaría como miembro permanente de la banda.
La versión lanzada en 1974 el Reino Unido por el sello Vertigo tenía una portada diferente, producida por el departamento de marketing del sello, en la que se mostraba el símbolo que identifica las autopistas alemanas (Autobahn) sobre un fondo azul. Una versión similar a esta portada fue usada para la reedición del álbum en 2009.

## Recepción
La mayoría de críticas señalan a Autobahn como un disco clave en el desarrollo de la música electrónica, y le dan calificaciones favorables. AllMusic lo describió como un “álbum pionero” en el cual “las raíces del electro-funk, el ambient, y el synth pop son evidentes”.
Fue incluido en el libro 1001 discos que hay que escuchar antes de morir.

## Lista de canciones
La edición tal como apareció originalmente en 1974 en disco de vinilo ocupa todo el lado A con el tema epónimo, mientras los restantes cuatro temas se encuentran en el lado B.
Los cinco temas fueron escritos por Hütter y Schneider, excepto el epónimo «Autobahn» que escribieron con Emil Schult, artista visual que además realizó la portada y todas las ilustraciones del disco.
| Lado A |                        |          |  |
| N.º    | Título                 | Duración |  |
| 1.     | «Autobahn» (Autopista) | 22:42    |  |

| Lado B |                                           |          |  |
| N.º    | Título                                    | Duración |  |
| 1.     | «Kometenmelodie 1» (Melodía del cometa 1) | 6:26     |  |
| 2.     | «Kometenmelodie 2» (Melodía del cometa 2) | 5:48     |  |
| 3.     | «Mitternacht» (Medianoche)                | 3:43     |  |
| 4.     | «Morgenspaziergang» (Paseo matinal)       | 4:04     |  |